# Francis Walker (Politiker)

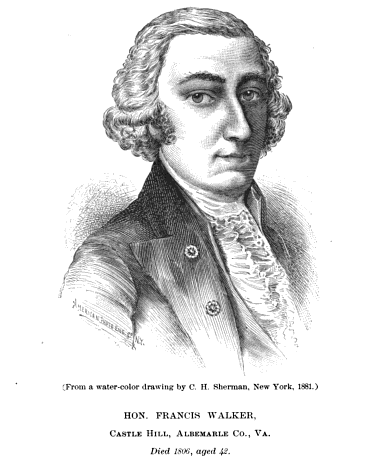
Francis Walker

Francis Walker (* 22. Juni 1764 bei Cobham, Albemarle County, Colony of Virginia; † März 1806 ebenda) war ein US-amerikanischer Politiker. Zwischen 1793 und 1795 vertrat er den Bundesstaat Virginia im US-Repräsentantenhaus.

## Werdegang
Francis Walker war der jüngere Bruder von US-Senator John Walker (1744–1809) und der Schwiegervater von William Cabell Rives (1793–1868), der ebenfalls US-Senator sowie amerikanischer Diplomat war. Er wurde auf dem Familiensitz Castle Hill nahe Cobham geboren, den er später erbte und bewirtschaftete. Neben seiner politischen Tätigkeit und seiner Arbeit auf seinem Anwesen war Walker Richter im Albemarle County und Oberst der Miliz. Er wurde Mitglied im Bezirksrat des Albemarle County. Zwischen 1788 und 1791 sowie nochmals von 1797 bis 1801 saß er im Abgeordnetenhaus von Virginia.
Bei den Kongresswahlen des Jahres 1792 wurde Walker im damals neu eingerichteten 14. Wahlbezirk von Virginia in das damals noch in Philadelphia tagende US-Repräsentantenhaus gewählt, wo er am 4. März 1793 sein neues Mandat antrat. Bis zum 3. März 1795 konnte er eine Legislaturperiode im Kongress absolvieren. Nach dem Ende seiner Zeit im US-Repräsentantenhaus zog sich Francis Walker aus der Politik zurück. Er starb im März 1806 auf seinem Anwesen Castle Hill, wo er auch beigesetzt wurde. Er war mit Jane Byrd Nelson verheiratet, mit der er zwei Töchter hatte.